# Aldo Maldera
Aldo Maldera (Milaan, 14 oktober 1953 – Rome, 1 augustus 2012) was een Italiaans voetballer.
Maldera speelde het grootste deel van zijn loopbaan bij AC Milan. In 228 duels maakte hij 30 goals voor de Rossoneri. Hij speelde onder andere tegen Ajax om de UEFA Super Cup 1973. 
Verder speelde hij voor Bologna FC 1909, FC Internazionale Milano, AS Roma (73 duels) en ACF Fiorentina en was onder contract bij SSD Sporting Lucchese, maar kwam daar niet voor in actie.
Maldera werd twee keer landskampioen van Italië (met AC Milan en met AS Roma, allebei onder leiding van coach Nils Liedholm).
Hij speelde ook voor het nationale team. Onder andere tijdens het Wereldkampioenschap voetbal 1978 en het Europees kampioenschap voetbal 1980.
Zijn twee oudere broers Luigi Maldera en Attilio Maldera waren ook profvoetballers en ze werden in Italië vaak aangeduid met "Maldera I", "Maldera II" en Aldo als "Maldera III".
Na zijn actieve loopbaan werkte hij als voetbalmakelaar en woonde samen met zijn vrouw in Rome. Hij was ook werkzaam als jeugdtrainer bij AS Roma tot 2004 en is ook nog even sportdirecteur geweest bij het Griekse Panionios.
Op 1 augustus 2012 overleed hij in zijn woonplaats Rome.